# Juana Ramírez
Juana Ramírez (1790  - 1856), được biết đến với cái tên Juana "La Avanzadora", là một người lính và nữ anh hùng trong Chiến tranh Độc lập Venezuela.

## Tiểu sử
Bà được sinh ra để làm nô lệ. Năm 1813, Juana Ramírez chỉ huy một đội quân toàn nữ, đơn vị pháo binh 100 người mạnh mẽ, đó là công cụ trong việc chống lại nỗ lực của lính Tây Ban Nha  để chiếm lại sau đó mới độc lập Venezuela và làm cho nó trở thành một thuộc địa một lần nữa.

## An táng
Người Guacharacans và sau đó là công dân của San Vicente trồng xương rồng ổ những điểm đánh dấu đầu tiên của địa điểm chính xác là "La Avanzadora" được chôn cất. Một đài tưởng niệm, được xây dựng và tuyên bố Khu bảo tồn Yêu nước của quận vào năm 1975, và sau đó là Khu bảo tồn Yêu nước Khu vực vào năm 1994, được chỉ định là nơi an nghỉ cuối cùng của hài cốt của bà. Tượng đài, Juana La Avanzadora, được dựng lên để vinh danh đại lộ Bolívar ở Maturín. Vào ngày 23 tháng 10 năm 2001, hài cốt mang tính biểu tượng của Juana Ramírez đã được giới thiệu vào National Pantheon của Venezuela, nơi an nghỉ cuối cùng của những anh hùng trong Chiến tranh giành độc lập và những nhân vật quan trọng trong xã hội Venezuela.
Năm 2015, bà trở thành người phụ nữ da đen đầu tiên được đưa về an nghỉ trong Lăng anh hùng quốc gia của Venezuela.